# Laboulbeniomycetidae
De Laboulbeniomycetidae vormen een subklasse van de klasse der Laboulbeniomycetes.
Tot deze subklasse behoren allerlei insectenparasieten en enkele andere vormen schimmels.

## Taxonomie
De taxonomische indeling van de Laboulbeniomycetidae is als volgt:
Subklasse: Laboulbeniomycetidae
- Orde: Herpomycetales
  - Familie: Herpomycetaceae
- Orde: Laboulbeniales
  - Familie: Ceratomycetaceae
  - Familie: Euceratomycetaceae
  - Familie: Laboulbeniaceae
- Orde: Pyxidiophorales
  - Familie: Pyxidiophoraceae